# 티케하우

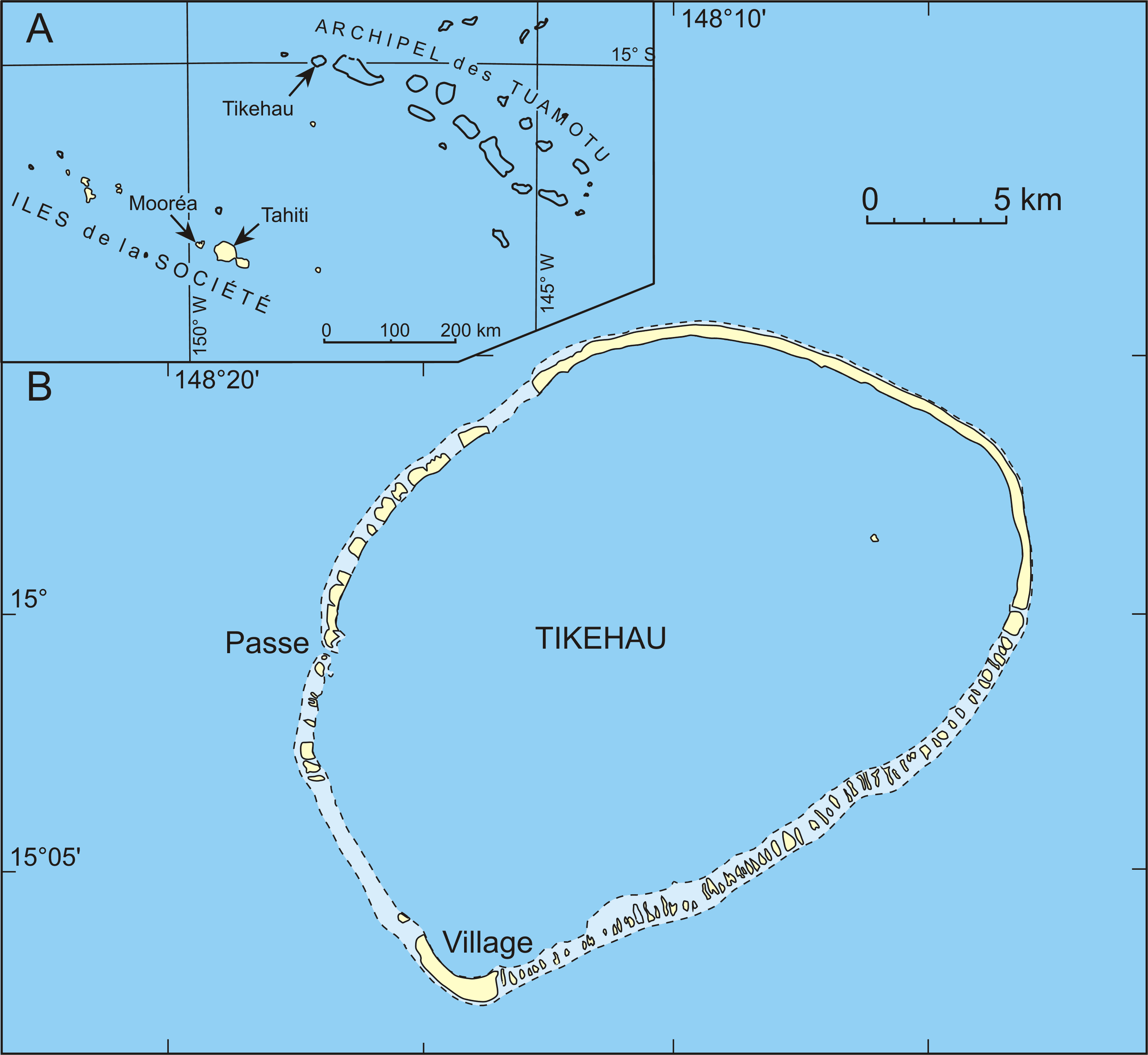
티케하우의 지도.

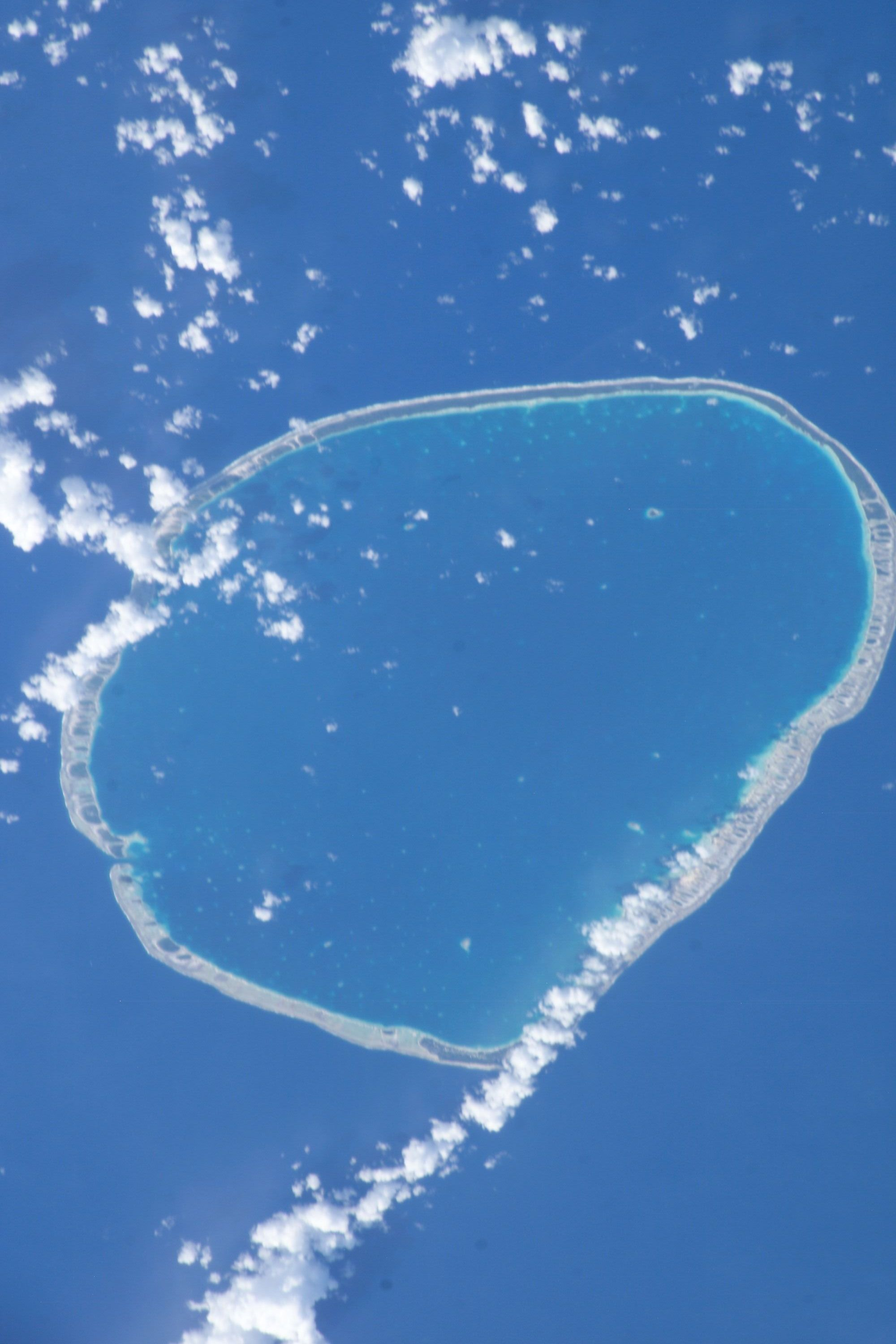
티케하우의 위성 모습.

티케하우(Tikehau)는 동그란 모양의 프랑스령 폴리네시아의 투아모투 제도에 속한 섬이다. 티케하우의 남쪽에는 투헤라헤라 라는 작은 마을이 하나 있다.